# Мухин, Сергей Иванович
Серге́й Ива́нович Му́хин (род. 22 сентября 1959) — российский математик, доктор физико-математических наук, профессор кафедры вычислительных методов факультета ВМК МГУ.

## Биография
Окончил факультет ВМК МГУ (1981) и аспирантуру факультета ВМК (1984).
Защитил диссертацию «Исследование дисперсионных и диссипативных свойств разностных схем для гиперболических уравнений» на степень кандидата физико-математических наук (1987).
Защитил диссертацию «Математическое моделирование гемодинамики» на степень доктора физико-математических наук (2009).
В Московском университете работает с 1984 года. Профессор кафедры вычислительных методов факультета вычислительной математики и кибернетики (с 2009).
Область научных интересов: математическое моделирование, вычислительные методы.
Автор 3-х книг и более 90 научных работ. Подготовил трёх кандидатов физико-математических наук.